# Royal Society of South Australia
La Royal Society of South Australia (RSSA) es una sociedad científica cuyo interés está en la ciencia , en particular, pero no sólo del sur de Australia.
La Sociedad se deriva directamente de la Adelaide Philosophical Society fundada el 10 de enero de 1853. El título de "Real" fue otorgado por su Majestad la Reina Victoria en 1880 y la Sociedad se hizo conocida por su denominación actual. Fue incorporada en 1883.

## Adelaide Philosophical Society
La Sociedad tuvo su origen en una reunión en Stephens en casa de J.L. Young (fundador de la Institución Educativa Adelaida) en la noche del 10 de enero de 1853. Los miembros presentes eran los señores John Howard Clark, Davy, Doswell, Charles Gregory Feinaigle, Gilbert, Gosse, Hamilton, Hammond, W. B. Hays, Jones, Kay, Mann, Whitridge, Williams, Wooldridge y John Lorenzo Young. J. Howard Clark, fue elegido secretario. El 15 de septiembre fueron adoptadas las normas y Su Excelencia el Gobernador Sir Henry Young fue elegido presidente. En el momento de su primera Asamblea General Anual los miembros habían aumentado a 35.

## Composiciób
Hay cinco clases de miembros:
- Los Miembros Honorarios,
- Mantenimiento de los becarios,
- Los becarios,
- Los becarios y Asociados
- Estudiantes becarios

## Premios y medallas
Premios otorgados por la sociedad:
- La Medalla|de Verco
- La Medalla de la publicación
- La Royal Society del Sur de Australia Posgrado Premio Estudiantil
- La Medalla de H.Andrewartha

## Lista de presidentes
Royal Society of South Australia Presidents:
| Term      | Name                          |
| --------- | ----------------------------- |
| 1853–1854 | Sir Henry Young               |
| 1855      | Benjamin Babbage              |
| 1856–1861 | Sir Richard MacDonnell        |
| 1862–1868 | Sir Dominick Daly             |
| 1869–1872 | James Ferguson                |
| 1877      | Sir William Jervois           |
| 1878–1879 | Ralph Tate                    |
| 1880–1881 | Sir Samuel Way                |
| 1882      | Sir Charles Todd              |
| 1883      | H. J. Whittell                |
| 1884      | Sir Horace Lamb               |
| 1885      | Henry Mais                    |
| 1886–1889 | Edward Rennie                 |
| 1889      | Sir Edward Stirling           |
| 1890–1891 | Thomas Blackburn              |
| 1892–1894 | Ralph Tate (2nd term)         |
| 1895–1896 | Walter Howchin                |
| 1897–1899 | William Lennox Cleland        |
| 1900–1903 | Edward Rennie (2nd term)      |
| 1903–1921 | Sir Joseph Verco              |
| 1921      | Richard Sanders Rogers        |
| 1922–1924 | Robert Pulleine               |
| 1925      | Sir Douglas Mawson            |
| 1926      | Theodore Osborn               |
| 1927      | Frederic Wood Jones           |
| 1927–1928 | Sir John Cleland              |
| 1929–1930 | Leonard Keith Ward            |
| 1931      | Charles Fenner                |
| 1932      | Thomas Harvey Johnston        |
| 1933      | James Arthur Prescott         |
| 1934      | John McConnell Black          |
| 1935      | Thomas Draper Campbell        |
| 1936      | Cecil Madigan                 |
| 1937      | Herbert Mathew Hale           |
| 1938      | James Davidson                |
| 1939      | Henry Fry                     |
| 1940      | R. W. Segnit                  |
| 1941      | Sir John Cleland (2nd term)   |
| 1942      | Joseph Garnett Wood           |
| 1943      | William Ternent Cooke         |
| 1944      | Herbert Womersley             |
| 1945      | Sir Douglas Mawson (2nd term) |
| 1946      | Clarence Sherwood Piper       |
| 1947      | Hugh Christian Trumble        |
| 1948      | D. C. Swan                    |
| 1949      | Norman Tindale                |
| 1950      | A. W. Kleeman                 |
| 1951      | B. C. Cotton                  |
| 1952      | H. G. Andrewartha             |
| 1953      | S. B. Dickinson               |
| 1954      | J. K. Taylor                  |
| 1955      | R. V. Southcott               |
| 1956      | C. G. Stephens                |
| 1957      | I. M. Thomas                  |
| 1958      | L. W. Parkin                  |
| 1959–1960 | T. R. N. Lothian              |
| 1961      | R. V. Southcott (2nd term)    |
| 1962      | N. H. Ludbrook                |
| 1963      | J. T. Hutton                  |
| 1964      | A. R. Alderman                |
| 1965      | S.J. Edmonds                  |
| 1966      | B. Daily                      |
| 1967      | H. B. S. Womersley            |
| 1968      | K. R. Miles                   |
| 1969      | F. J. Mitchell                |
| 1970      | C. B. Wells                   |
| 1971      | W. G. Inglis                  |
| 1972      | H. Wopfner                    |
| 1973      | K. E. Lee                     |
| 1974      | G. F. Gross                   |
| 1975      | J. W. Holmes                  |
| 1976      | C. R. Twidale                 |
| 1977      | B. P. Webb                    |
| 1978      | J. J. H. Szent-Ivany          |
| 1979      | J. K. Ling                    |
| 1980      | S. A. Shepherd                |
| 1981      | Warren Bonython               |
| 1982–1983 | D. W. P. Corbett              |
| 1984      | J. S. Womersley               |
| 1985–1986 | M. J. Tyler                   |
| 1987      | T. D. Scott                   |
| 1988–1989 | G. M. E. Mayo                 |
| 1990–1992 | N. A. Locket                  |
| 1992–1994 | W. D. Williams                |
| 1994–1996 | M. Davies                     |
| 1996–1998 | T. C. R. White                |
| 1998–2000 | M. A. J. Williams             |
| 2000–2002 | N. F. Alley                   |
| 2002–2004 | O. W. Wiebkin                 |
| 2004–2006 | Rob W. Fitzpatrick            |
| 2006–2008 | Allan Pring                   |
| 2008–2010 | John Jennings                 |
| 2010–2012 | Nick Souter                   |

## La Medalla Verco
"La medalla se concede por la distinguida labor científica publicada por un miembro de la Royal Society de Australia del Sur. Es el honor más alto que la sociedad puede otorgar a uno de sus compañeros. Sólo aquellos que han hecho una contribución significativa, destacando en su campo de estudio recibirá el premio ".
La medalla lleva el nombre en honor a Joseph Verco. El primer premio de la medalla fue el profesor Walter Howchin en 1929.
Los ganadores anteriores incluyen:
| Year      | Name                          |        |
| --------- | ----------------------------- | ------ |
| 1966      | Alderman                      |        |
| 2004      | Neville Alley                 | [ 27 ] |
| 1962      | Herbert Andrewartha           |        |
| 1996      | Mike Archer (paleontologist)  |        |
| 1989      | Ian Beveridge                 |        |
| 1930      | John McConnell Black          |        |
| 2003      | John Bowie                    | [ 28 ] |
| 1933      | John Burton Cleland           |        |
|           | Patrick De Deckker            |        |
| 1960      | Finlayson                     |        |
| 1999      | Rob Fitzpatrick               |        |
| 1970      | Martin Glaessner              | [ 29 ] |
| 1946      | Herbert M. Hale               |        |
| 1935      | Thomas Harvey Johnston        | [ 30 ] |
| 1929      | Walter Howchin                |        |
| 1976      | Hutton                        |        |
| 1963      | Ludbrook                      |        |
| 1945      | Cecil Madigan                 |        |
| 1931      | Douglas Mawson                |        |
| 1971      | Mountford                     |        |
| 1972      | Parkin                        |        |
| 1957      | Clarence Sherwood Piper       | [ 31 ] |
| 1938      | James Arthur Prescott         |        |
| 1967      | Pryor                         |        |
| 2008      | Scoresby Shepherd             |        |
| 2010      | Mike Smith                    | [ 32 ] |
| 1965      | Southcott                     |        |
| 1961      | Specht                        |        |
| 1968      | Reg Sprigg                    |        |
| 1959      | Stephens                      |        |
| 1974      | Pat Thomas                    |        |
| 1975      | Thomson                       |        |
| 1956      | Norman Tindale                |        |
|           | Michael Tyler                 |        |
| 1955      | Leonard Keith Ward            |        |
|           | Tom White                     |        |
| 2007      | Martin Williams               | [ 33 ] |
| 1990      | William David (Bill) Williams | [ 34 ] |
| 1943      | Herbert Womersley             |        |
| 1969      | Hugh Bryan Spencer Womersley  | [ 35 ] |
| 1944      | Joseph Garnett Wood           |        |
| 1973      | Wopfner                       | [ 36 ] |
| 1932      | not awarded                   |        |
| 1934      | not awarded                   |        |
| 1936-7    | not awarded                   |        |
| 1939–1942 | not awarded                   |        |
| 1947–1954 | not awarded                   |        |
| 1958      | not awarded                   |        |
| 1964      | not awarded                   |        |

## Miembros notables
Miembros notables de la Royal Society of South Australia ha incluido a:
- Prof. William Henry Bragg,[37]
- Prof. Sir Robert William Chapman,[37]
- Thomas Charles Cloud (died 1918),[37]
- Alexander William Dobbie (born 1843),[37]
- John William Hall Hullett (born 1847),[37]
- Dr. Cecil Thomas Madigan (1889–1947),[37]
- James McGeorge,[37]
- Thomas Parker,[37]
- Walter Rutt (1842–1925),[37]
- Sir Charles Todd,[37]
- Carl Albert Unbehaun (1851–1924)[37] and
- Robert Archibald White.[37]